# Nick the Stripper
Jedyny singel wydany z płyty Prayers on Fire w czerwcu 1981 roku. Płyta dwunastocalowa zawierała następujące utwory:
1. Nick the Stripper
2. Blundertown
3. Kathy's Kisses

Istnieją dwie wersje tego wydawnictwa w kolorach czarno-białym oraz niebiesko-różowym. Oprócz tego wydano krążek 7" który nie zawierał ostatniego, trzeciego utworu.